# Hadena consparcatoides
Hadena consparcatoides là một loài bướm đêm trong họ Noctuidae.